# 广岛广域公园陆上竞技场
广岛广域公园田径场是一座位于日本广岛县广岛市的体育场，昵称为Big Arch。此球场在2023年前為日本职业足球联赛球队广岛三箭的主场。

## 历史
此体育场作为1992年亚洲杯足球赛的主办会场于当年启用，东道主日本队在此球场进行的决赛中以1-0击败卫冕冠军沙特阿拉伯队夺得了当届亚洲杯。
此体育场是1994年亚运会的主会场。

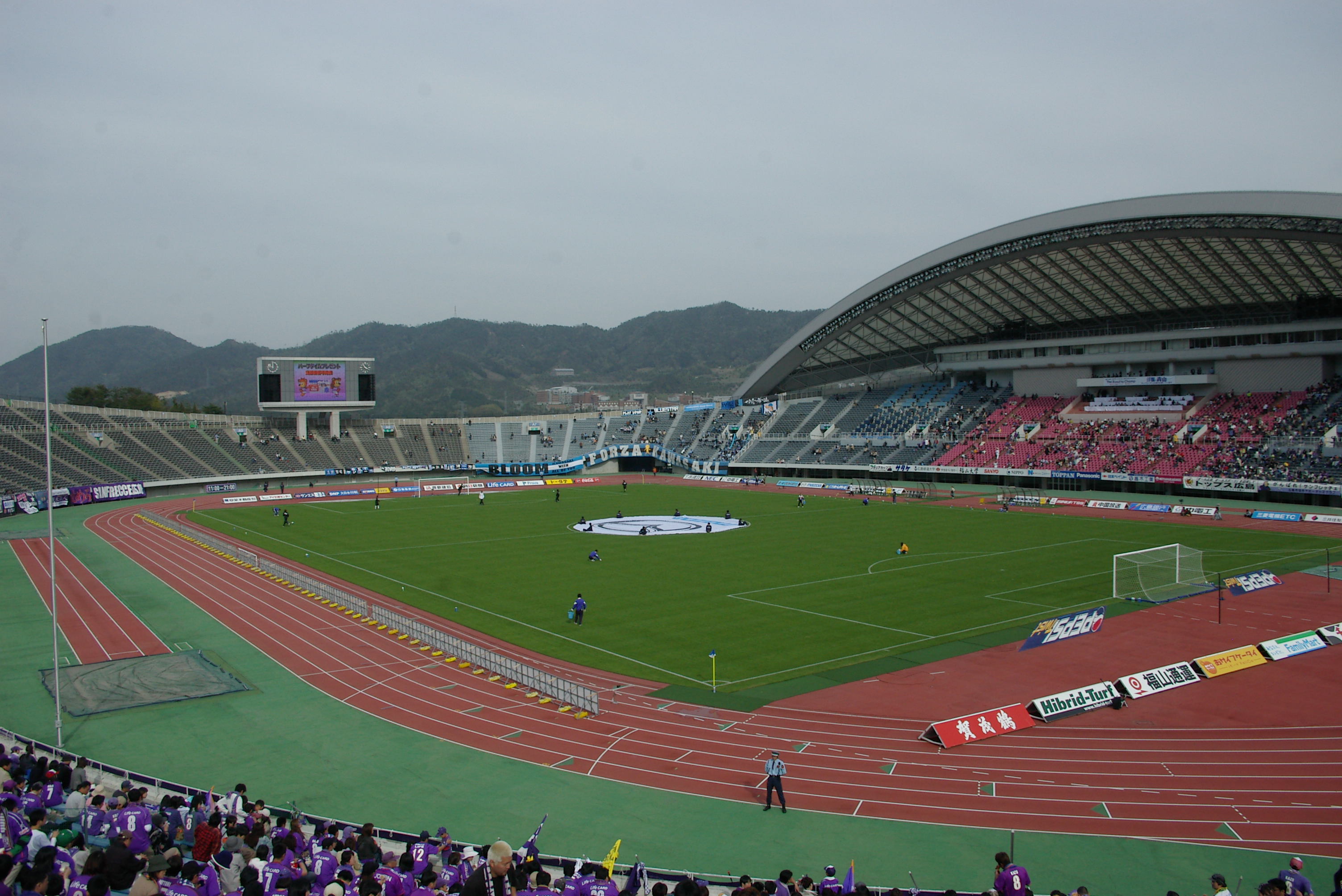
广岛广域公园陆上竞技场